# 豪斯顿街
豪斯顿街（/ˈhaʊstən/ HOW-stən）是曼哈顿下城的一条主要街道，东西走向，横贯整个曼哈顿岛，从东河边的羅斯福東河公園大道和东河公园，到哈得逊河边的40号码头和西邊公路。这条街构成多个街区的边界，包括北面的字母城（Alphabet City）、东村、諾豪區（NoHo）、格林尼治村和西村，南面的下东城、包厘街、諾麗塔（Nolita）和蘇豪區。曼哈顿以数字命名的街道网，是1811年规划的结果，开始于豪斯顿街以北A大道处的第一街。

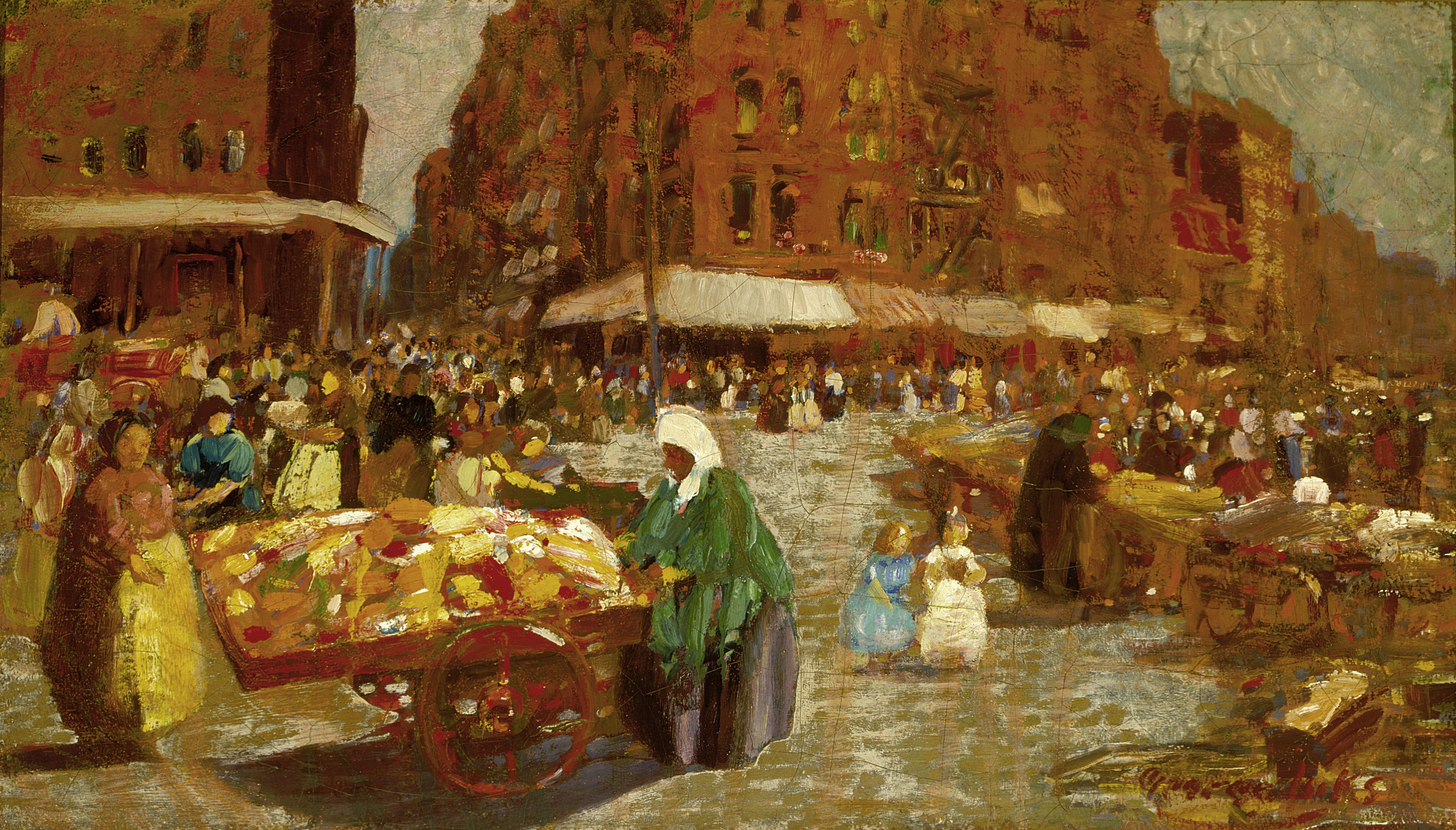
豪斯顿街 (1917)

## 历史

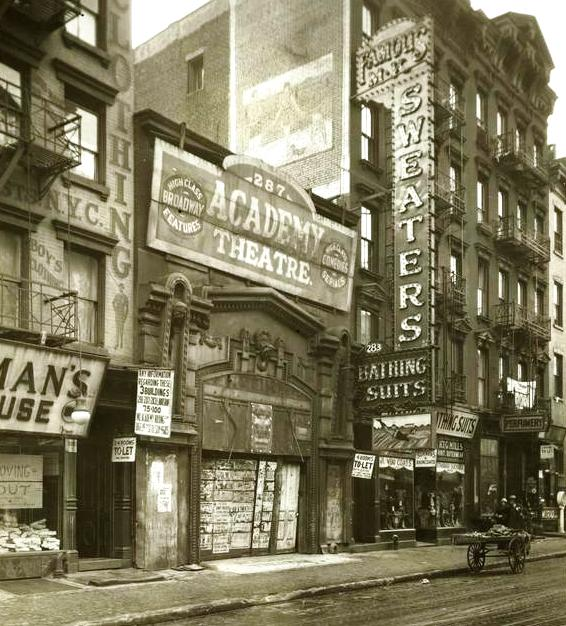
东豪斯顿街，1920年代

豪斯顿街得名于威廉·豪斯敦律师，代表乔治亚州参加了1784至1786年的大陆会议以及1787年的制宪会议。
曼哈顿下城的苏豪区（Soho）因位于“豪斯敦以南”而得名，因此这条街是苏豪区的北部边界； 而豪斯顿街以北的一个较狭小的街区相应地称为諾豪區（NoHo）。
自2005年以来，这条街部分重修，2014年接近完成。

## 交通
2010年，豪斯顿街通行M21路巴士，从罗斯福東河公園大道到华盛顿街。 这条巴士线路取代了早期的电车线路，今天的M9路，从A大道到C.大道。